# Pepe Bao
José Bao, más conocido como Pepe Bao, nacido en Ferrol, Galicia, es ampliamente reconocido como uno de los bajistas más influyentes de la música española. 

## Biografía
Desde pequeño estuvo inmerso en un ambiente musical gracias a su madre, cantante, y a un hogar frecuentado por artistas. Su introducción al bajo ocurrió a los 17 años, cuando su tío le regaló su primer instrumento.
Comenzó tocando en la banda de su hermano Anye, explorando la escena de heavy metal madrileña antes de mudarse a Barcelona, donde se sumergió en una diversidad de estilos musicales como el jazz, el flamenco, el blues y la rumba. Pepe se autodenomina "autodidacta por formación y ecléctico por convicción", habiendo aprendido a tocar de oído y a través de la práctica constante.

## Trayectoria musical
Pepe Bao ha colaborado con un extenso número de artistas y bandas de renombre, entre ellos Luz Casal, Juanito Makandé, Barón Rojo, Medina Azahara, Manolo García, Raimundo Amador, El Barrio, Rosana, Triana, y Pastora Soler. Sin embargo, su proyecto más emblemático es O’Funk’illo, banda que cofundó en 1998 en Sevilla. Con esta agrupación, que mezcla funk, rock, flamenco y jazz, Pepe ha grabado siete discos y ganado el Premio de la Música al Mejor Álbum de Rock Alternativo en 2006. Su estilo único ha definido el sonido de la banda, que él mismo describe como "funky andaluz embrutesío".

### Reconocimientos
Pepe Bao ha sido galardonado en múltiples ocasiones por su virtuosismo. La revista Rolling Stone lo nombró el mejor bajista eléctrico en la historia de España. 

## Discografía

### ConO'funk'illo
- O'Funk'illo (2000). Producido por Nigel Walker.
- En el Planeta Aseituna (2003). Producido por O'Funk'illo.
- No te cabe na' (2005). Producido por O'Funk'illo.
- Sesión Golfa (2011). Producido por O'Funk'illo y Álvaro Gandul.
- 5mentario (2014). Producido Por O'Funk'illo
- 20 Años a Jierro & 30 Amigos Embrutessío' (2018)
- O'funk'illoterapia (2020). Producido Por O'Funk'illo

### ConMedina Azahara
- Se abre la puerta (2007)

### ConTriana
- Un jardín eléctrico (1997)
- En libertad (1999)

### ConEl Barrio
- Las playas de invierno (2005)
- La voz de mi silencio (2007)

### ConObús
- Cállate (2009)

### En solitario
- "Navegando por un Mar de Olivos" (2012)
- "Andebass" (2018)[9]